# Universeel ontwerp

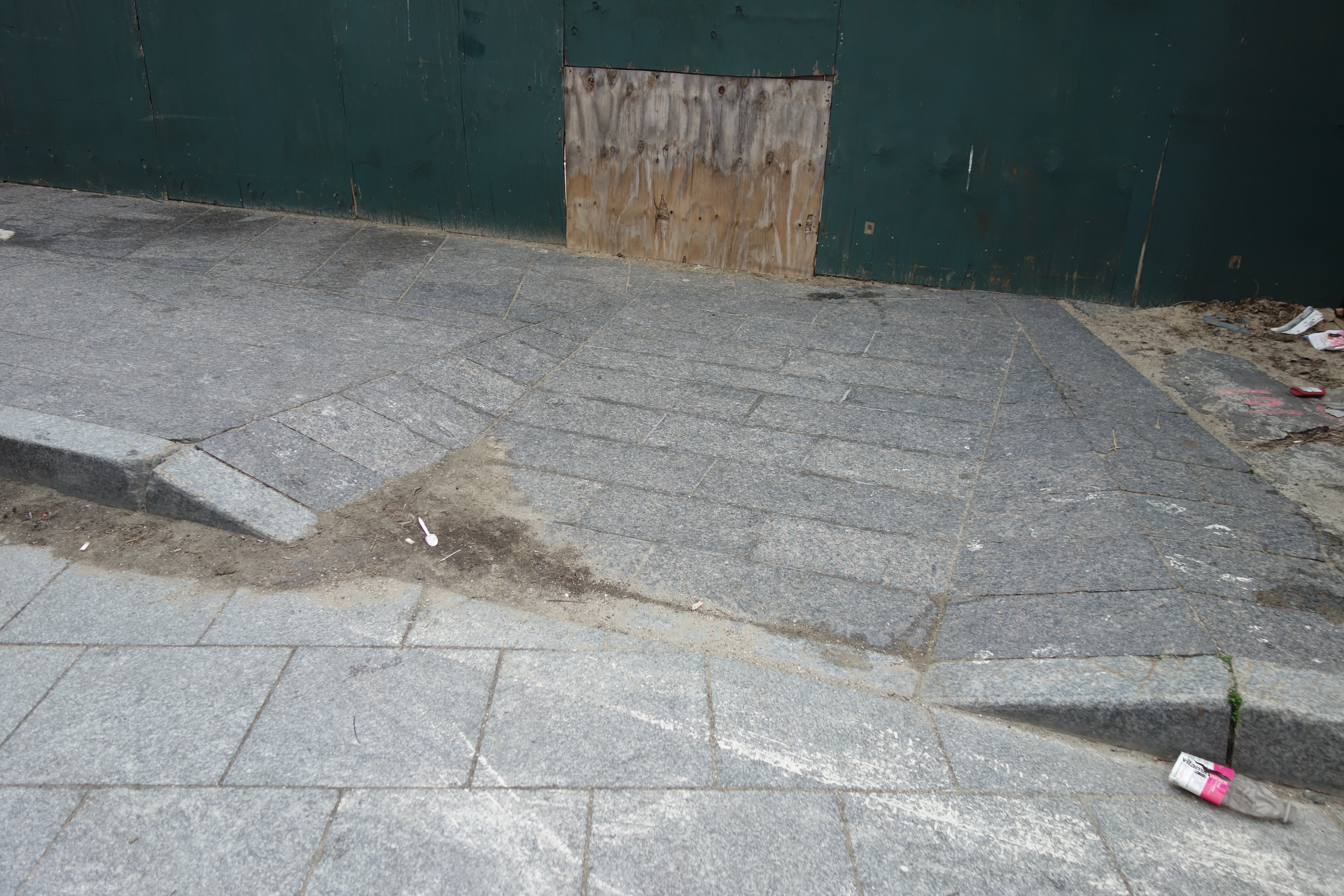
Een trottoirafschuining (engels: curb cut) is een voorbeeld van universeel ontwerp: het maakt de stoep toegankelijk voor zowel mensen met een rolstoel, kinderwagen, winkelwagen of rollator als mensen zonder.

Universeel ontwerp (ook wel universele vormgeving of universal design (UD) genoemd) is een ontwerpbenadering waarbij gebouwen, producten en omgevingen zo worden ontwikkeld dat ze bruikbaar zijn voor zoveel mogelijk mensen, ongeacht leeftijd, handicap of andere persoonlijke kenmerken. Deze benadering streeft naar maximale toegankelijkheid en gebruiksgemak voor iedereen, zonder dat er aanpassingen of aparte voorzieningen nodig zijn.
Het concept vindt zijn oorsprong in een mensenrechtenbenadering en is nauw verbonden met anti-discriminatiedoelen. Universeel ontwerp ontstond als reactie op uitsluitende praktijken en beoogt inclusie te bevorderen door veelvoorkomende barrières voor deelname weg te nemen. Een bekend voorbeeld is de trottoirafschuining (ook wel "curb cut"), die onmisbaar is voor mensen in een rolstoel, maar ook breed gebruikt wordt door onder andere ouders met kinderwagens, mensen met rollators of reizigers met koffers.
Bij universeel ontwerp wordt gestreefd naar het ontwikkelen van materialen, structuren en toepassingen die functioneel zijn voor een zo groot mogelijke groep gebruikers. Dit vergt het afwegen van uiteenlopende belangen en het maken van soms lastige keuzes. Zoals wetenschappers opmerken: “Wanneer uitsluitende mechanismen vervangen worden door mechanismen van inclusie, zijn verschillende soorten kennis nodig voor verschillende doeleinden.” 
Universeel ontwerp is dan ook niet slechts een technische aanpak, maar ook een praktische strategie voor sociale inclusie.

## Geschiedenis
De term universal design werd geïntroduceerd door de Amerikaanse architect Ronald Mace. Hij gebruikte deze term om het idee te beschrijven dat alle producten en gebouwde omgevingen zo ontworpen moeten worden dat ze esthetisch aantrekkelijk én bruikbaar zijn voor iedereen, ongeacht leeftijd, beperking of sociale status. Hoewel universeel ontwerp streeft naar maximale bruikbaarheid voor zoveel mogelijk mensen, kan het niet altijd tegemoetkomen aan alle behoeften. Zo kan iemand met een visuele beperking gebaat zijn bij fel licht, terwijl iemand met fotofobie juist gedimd licht nodig heeft.
Het concept is voortgekomen uit eerdere benaderingen zoals barrièrevrij ontwerp, en sluit aan bij bredere bewegingen rondom toegankelijkheid, evenals bij de ontwikkeling van hulpmiddelen en aanpasbare technologie. In tegenstelling tot sommige eerdere benaderingen probeert universeel ontwerp ook esthetiek actief te integreren in toegankelijke oplossingen.
Met de toenemende levensverwachting en medische vooruitgang, waardoor meer mensen met aangeboren aandoeningen, ernstige ziektes of letsels langer overleven, groeit de maatschappelijke en economische belangstelling voor universeel ontwerp. Het vindt toepassing in diverse sectoren, zoals de bouw, productontwikkeling, digitale technologie, onderwijs en dienstverlening. Toch zijn er ook sectoren waarin de implementatie nog beperkt is.
Universeel ontwerp is multidisciplinair van aard: vakgebieden als architectuur, engineering, geneeskunde en design werken samen om omgevingen te creëren die inclusief zijn voor een breed scala aan beperkingen. Deze benadering verandert de manier waarop mensen zich sociaal en materieel tot ruimtes verhouden, en kan bijdragen aan positieve gebruikerservaringen voor iedereen, ongeacht fysieke of cognitieve mogelijkheden. Op die manier bevordert het betekenisvolle participatie van uiteenlopende groepen mensen met een beperking.

## Toegevoegde Waarde van Universeel Ontwerp

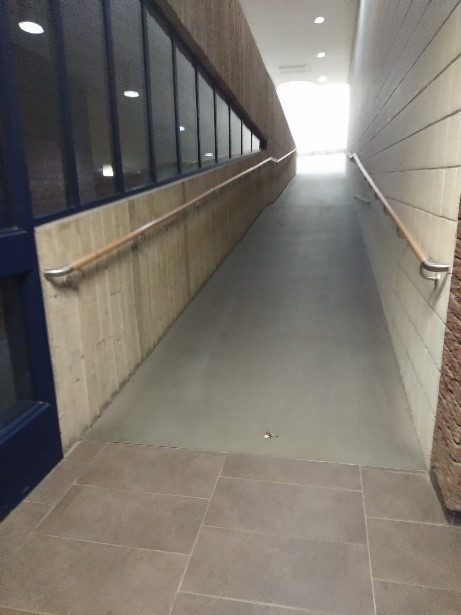
Deze afbeelding toont een voorbeeld van universeel ontwerp: een hellingbaan met leuningen aan beide zijden, zodat zowel mensen met als zonder beperking deze zelfstandig kunnen gebruiken, zonder extra hulp.

### Economisch en Financieel Belang
Het implementeren van universeel ontwerp biedt aanzienlijke economische voordelen. Hoewel het initiële ontwerp mogelijk 1 tot 1,4% duurder is dan conventionele ontwerpen, leidt het op de lange termijn tot kostenbesparingen en zelfs financiële winsten. Door vanaf het begin rekening te houden met toegankelijkheid, worden dure aanpassingen achteraf voorkomen en wordt de levensduur van gebouwen en producten verlengd.
Daarnaast opent UD nieuwe marktkansen. Wereldwijd leven meer dan een miljard mensen met een beperking, met een gezamenlijk besteedbaar inkomen van meer dan 8 biljoen dollar. Door producten en diensten toegankelijk te maken, kunnen bedrijven deze onderbediende markt aanspreken, wat leidt tot verhoogde omzet en klanttevredenheid.

#### Hogere winsten
Volgens een onderzoek van Accenture uit 2020 realiseren bedrijven die actief inzetten op toegankelijkheid en inclusie gemiddeld 28% meer omzet, verdubbelen ze hun nettowinst en behalen ze 30% hogere winstmarges dan hun concurrenten die dat niet doen. Een voorbeeld hiervan is het verbeteren van de toegankelijkheid van websites, wat kan leiden tot een toename van conversieratio's tot wel 50%, wat direct bijdraagt aan een hogere omzet. 
Het implementeren van universeel ontwerp en toegankelijke praktijken is dus niet alleen ethisch verantwoord, maar ook een slimme zakelijke strategie die leidt tot verhoogde winstgevendheid.

### Sociale Impact
Universeel ontwerp bevordert sociale inclusie door omgevingen te creëren die voor iedereen toegankelijk zijn, ongeacht leeftijd, beperking of andere factoren. Dit leidt tot een samenleving waarin iedereen kan deelnemen aan onderwijs, werk en sociale activiteiten. Bijvoorbeeld, in het onderwijs vermindert UD de noodzaak voor individuele aanpassingen, wat leidt tot minder kosten en meer succes voor alle studenten. 
Bovendien draagt UD bij aan het verminderen van stigma's en het bevorderen van gelijkheid. Door inclusieve omgevingen te creëren, worden mensen met beperkingen niet langer als "anders" beschouwd, maar als volwaardige deelnemers aan de samenleving.

## Galerij

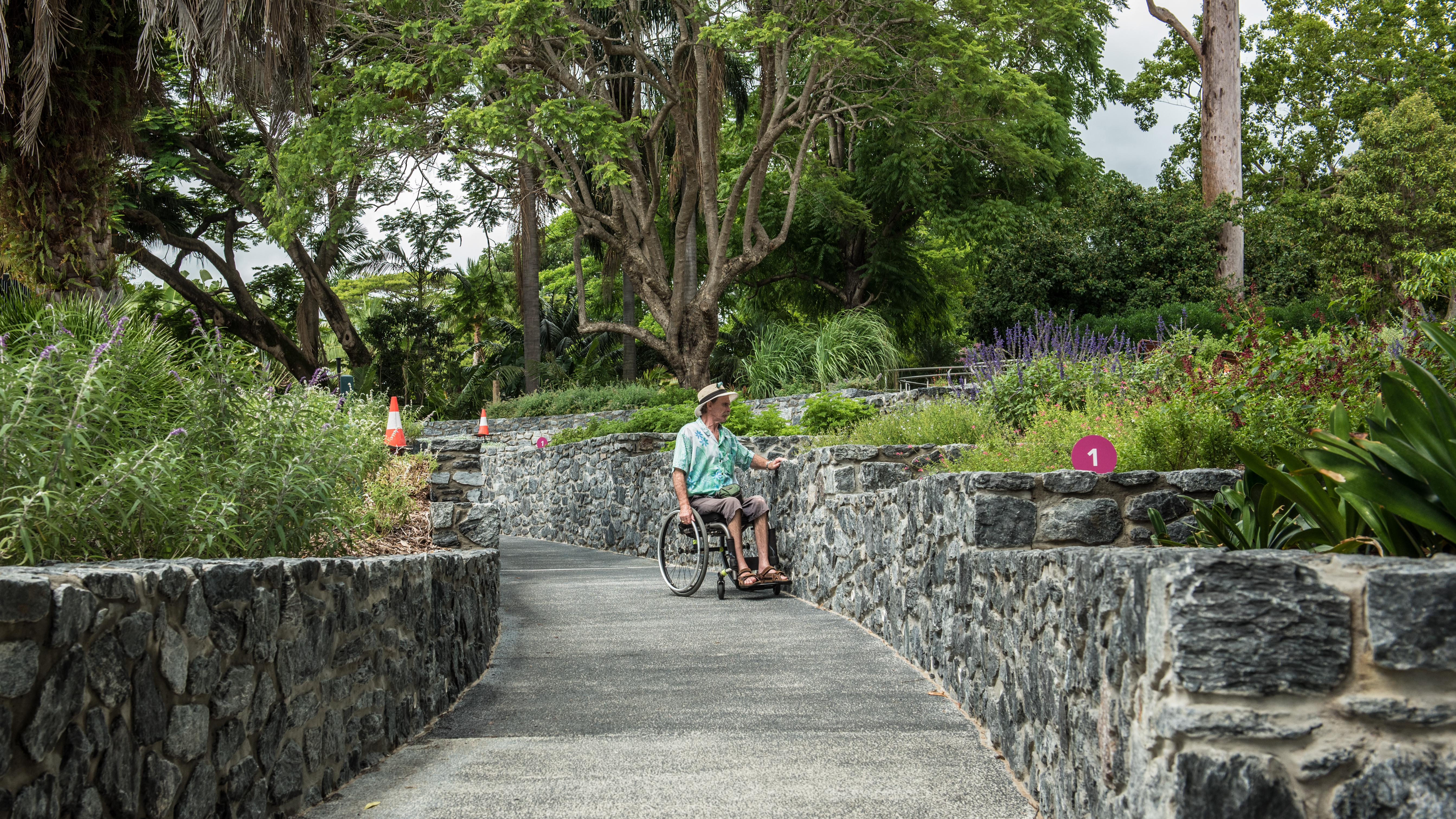
Brisbane Botanic Gardens, Australië - Een verzonken, geleidelijk hellend pad dat volledig toegankelijk is, omringd door weelderige subtropische beplanting. Het pad is breed en vlak, ontworpen voor rolstoelgebruikers en mensen met een beperkte mobiliteit.
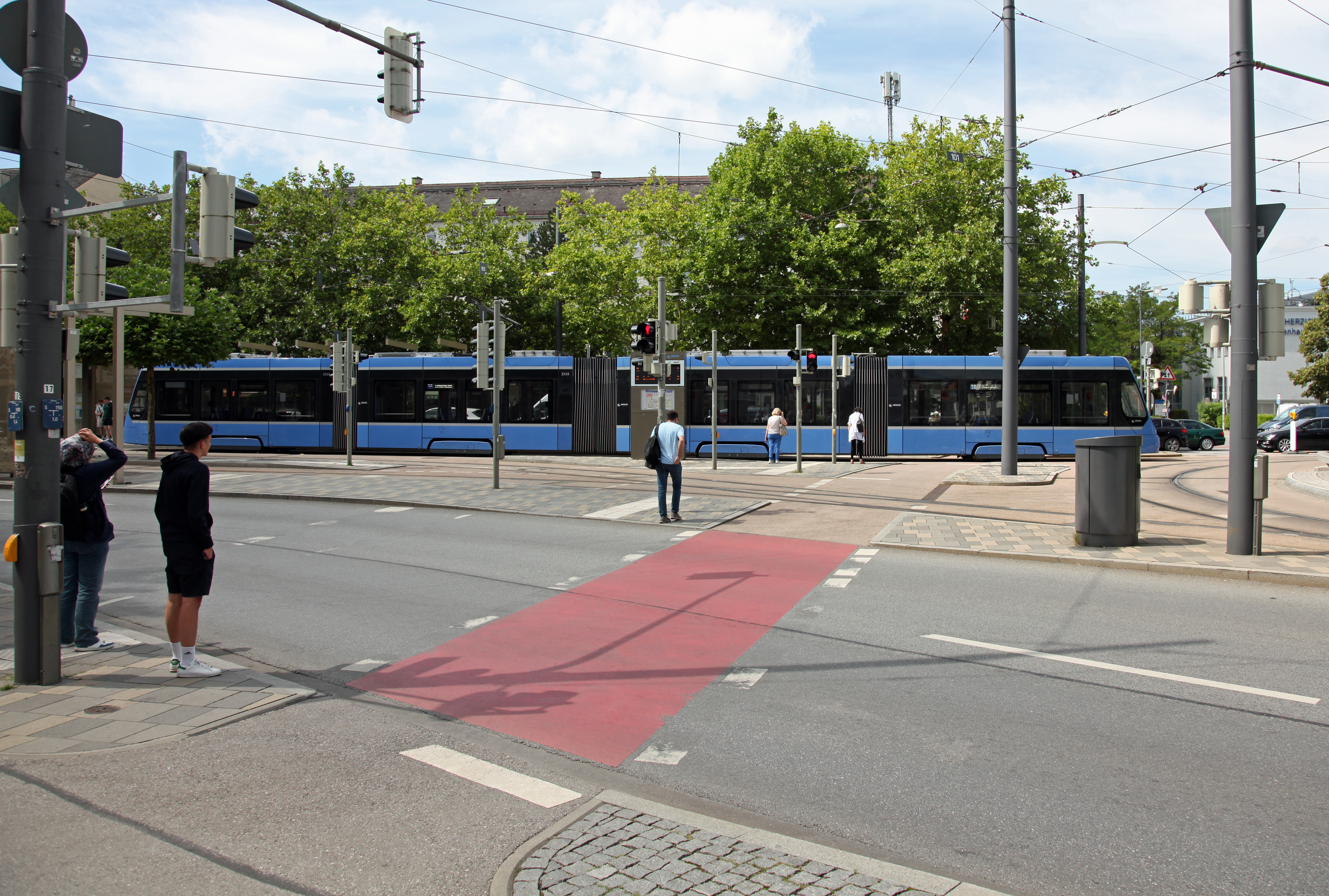
München, Duitsland — Een schoolvoorbeeld van drempelvrije toegankelijkheid: brede, vlakke trottoirs, duidelijke geleidelijnen en een naadloze overgang tussen straat en gebouw. Deze stedelijke omgeving toont hoe toegankelijkheid kan worden geïntegreerd in het dagelijks leven.
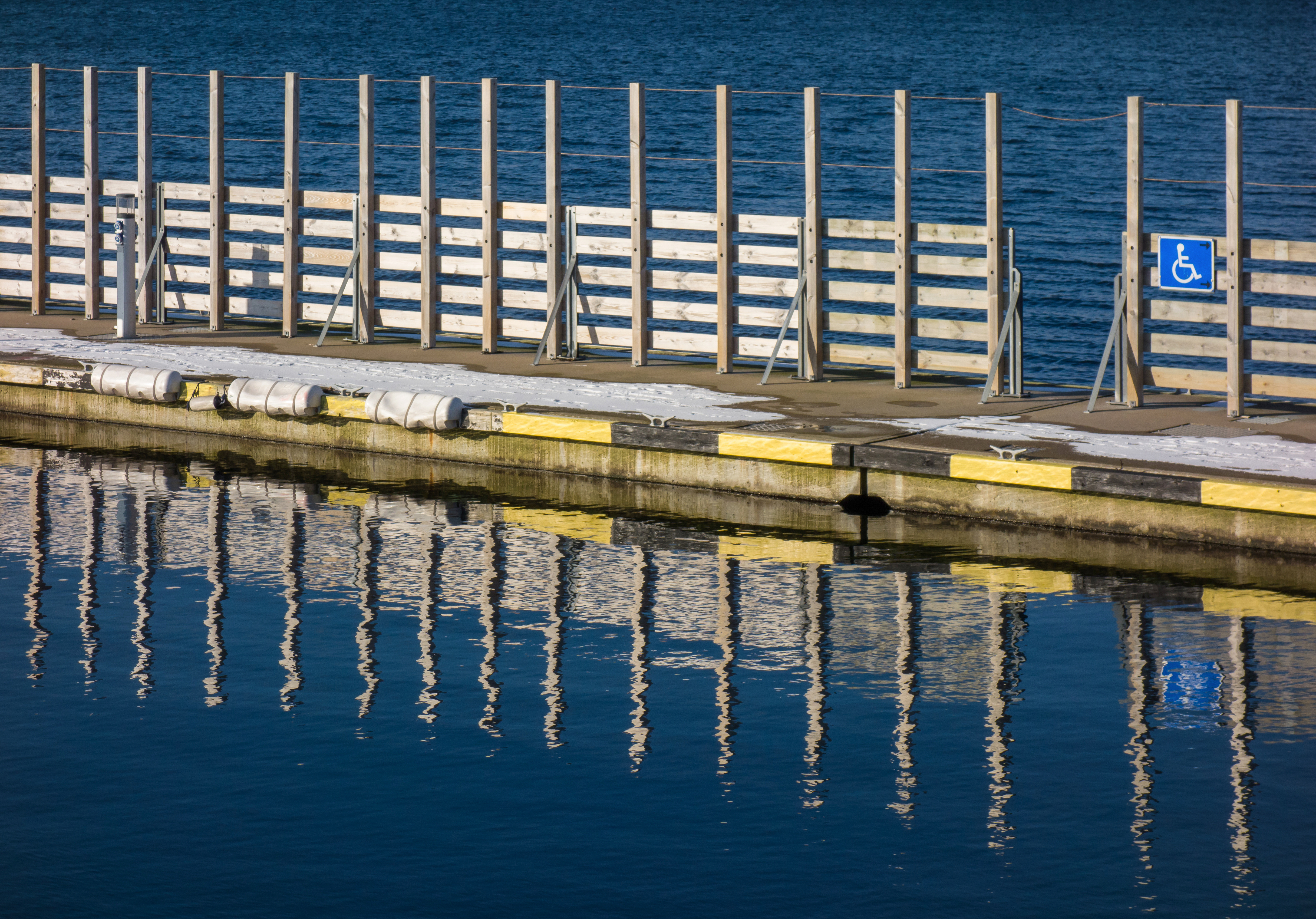
Noordelijke haven van Lysekil, Zweden — Een aanlegsteiger aan de kust van Zweden, volledig rolstoeltoegankelijk. De pier beschikt over een stevige, vlakke ondergrond en een drempelloze overgang naar het water.
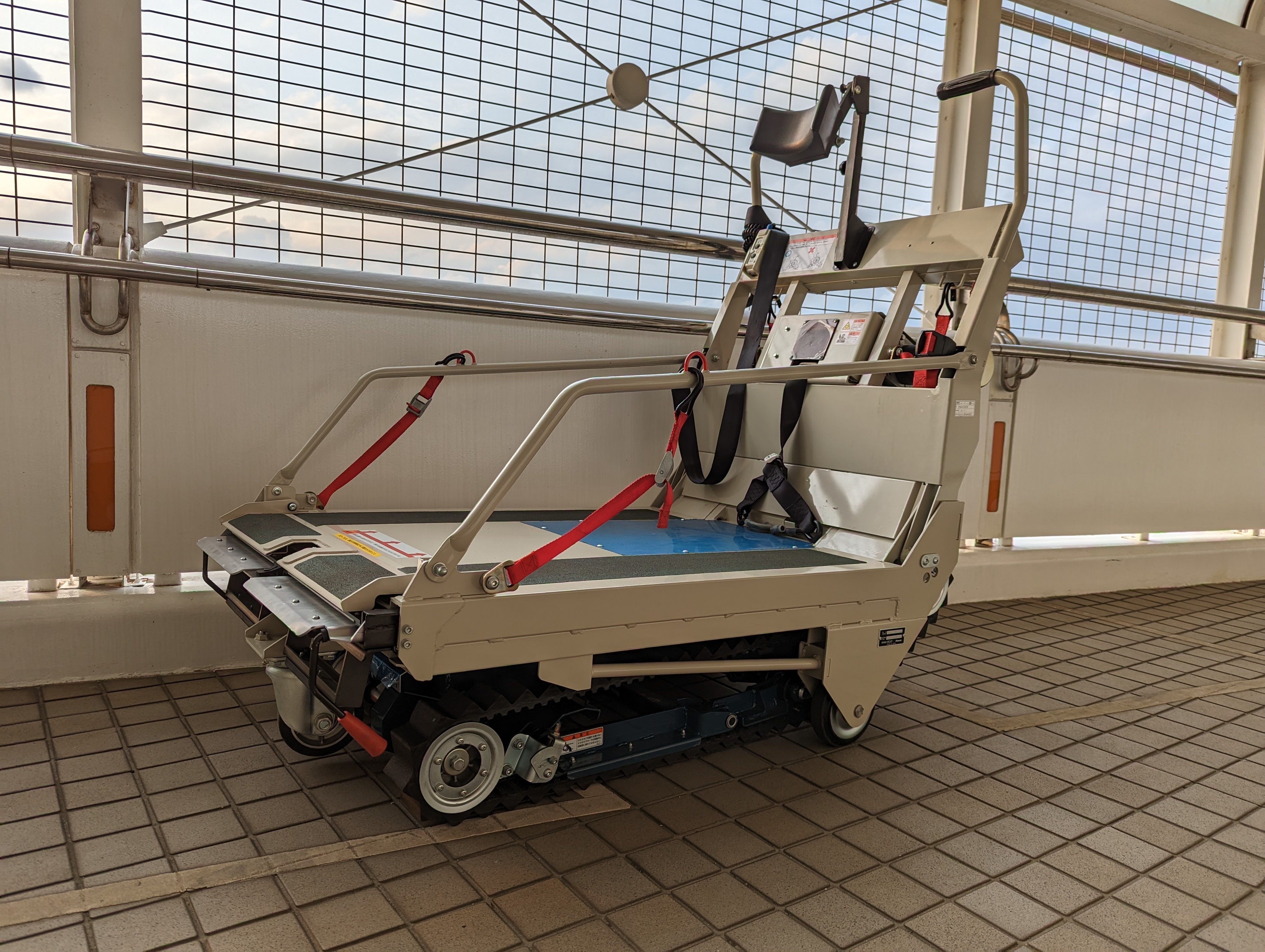
Yokohama Bay Bridge Skywalk, Japan — Een traptoegangsvoorziening in Japan. De afbeelding toont een gemotoriseerd liftsysteem naast de trap, bedoeld om mensen met een mobiliteitsbeperking veilig omhoog of omlaag te helpen.
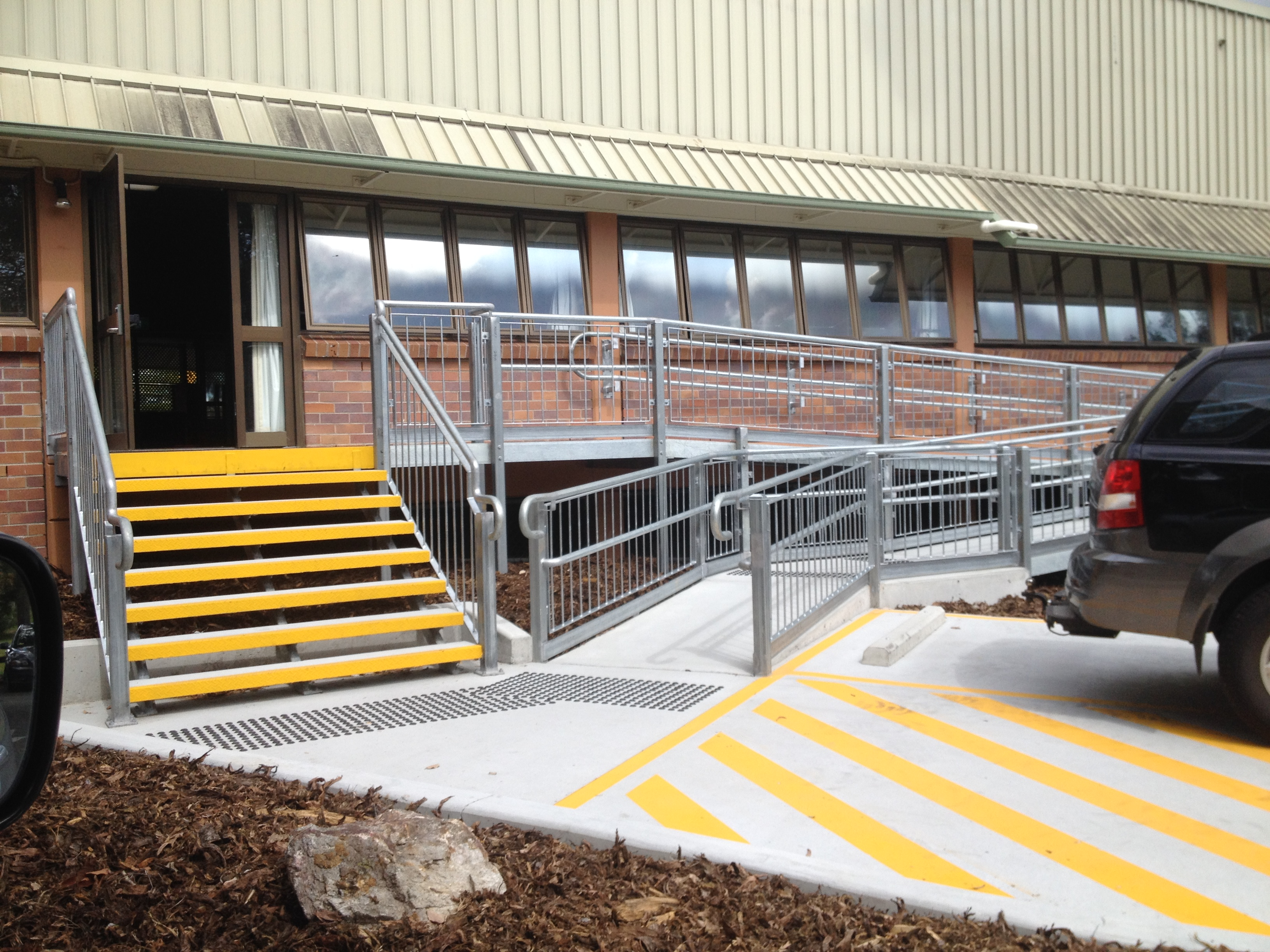
Carina Seniors Club, Brisbane — Toegankelijkheidsverbeteringen bij een ontmoetingsplek voor senioren. De foto toont een hellingbaan met leuningen, een vlakke entree en duidelijke bewegwijzering, zodat bezoekers met een rolstoel of rollator zich zelfstandig kunnen verplaatsen.
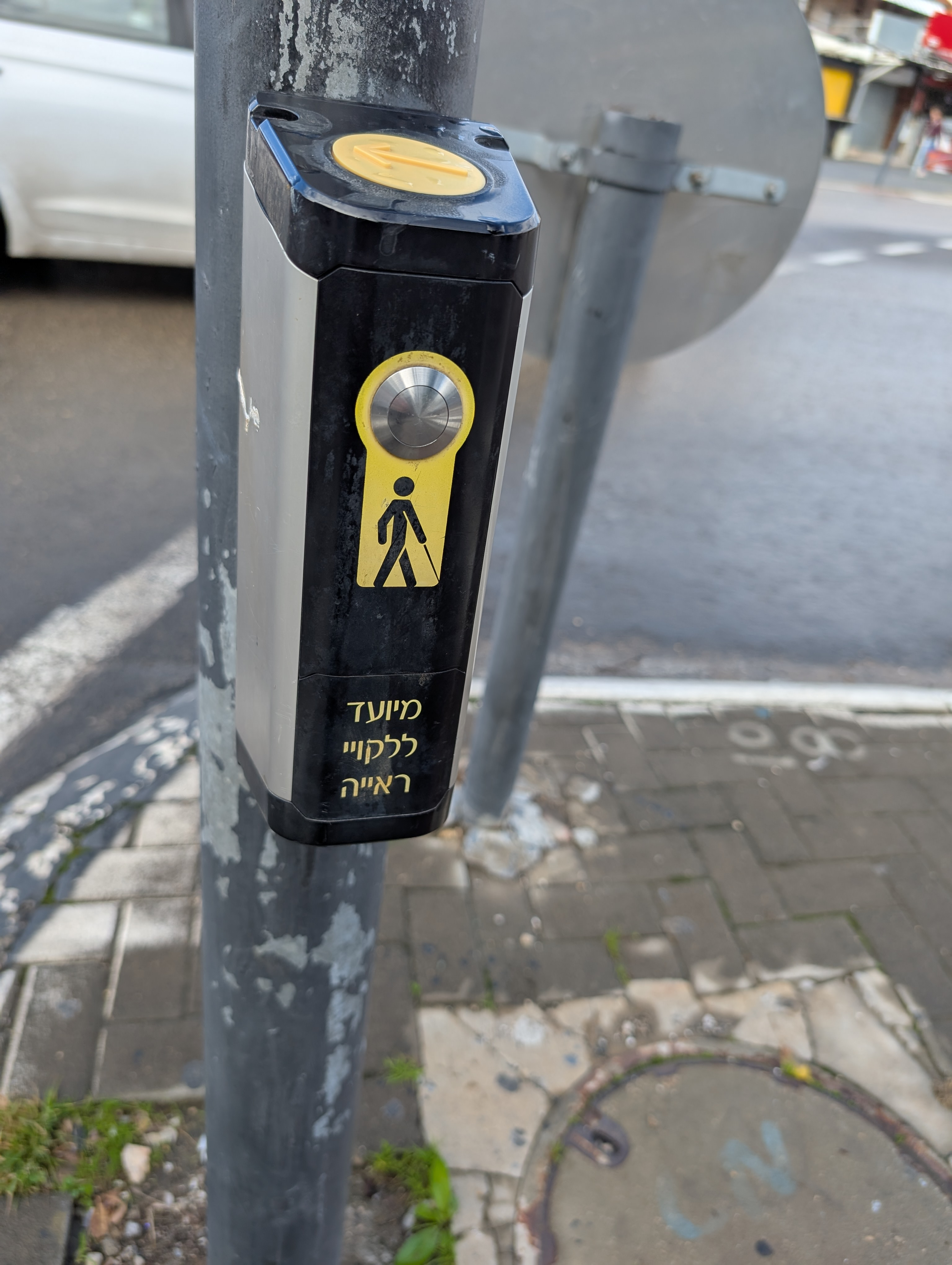
Rehovot — Een trottoir met geïntegreerde Braille-stoplicht knop en voelbare straatnaamaanduiding voor blinden en slechtzienden.
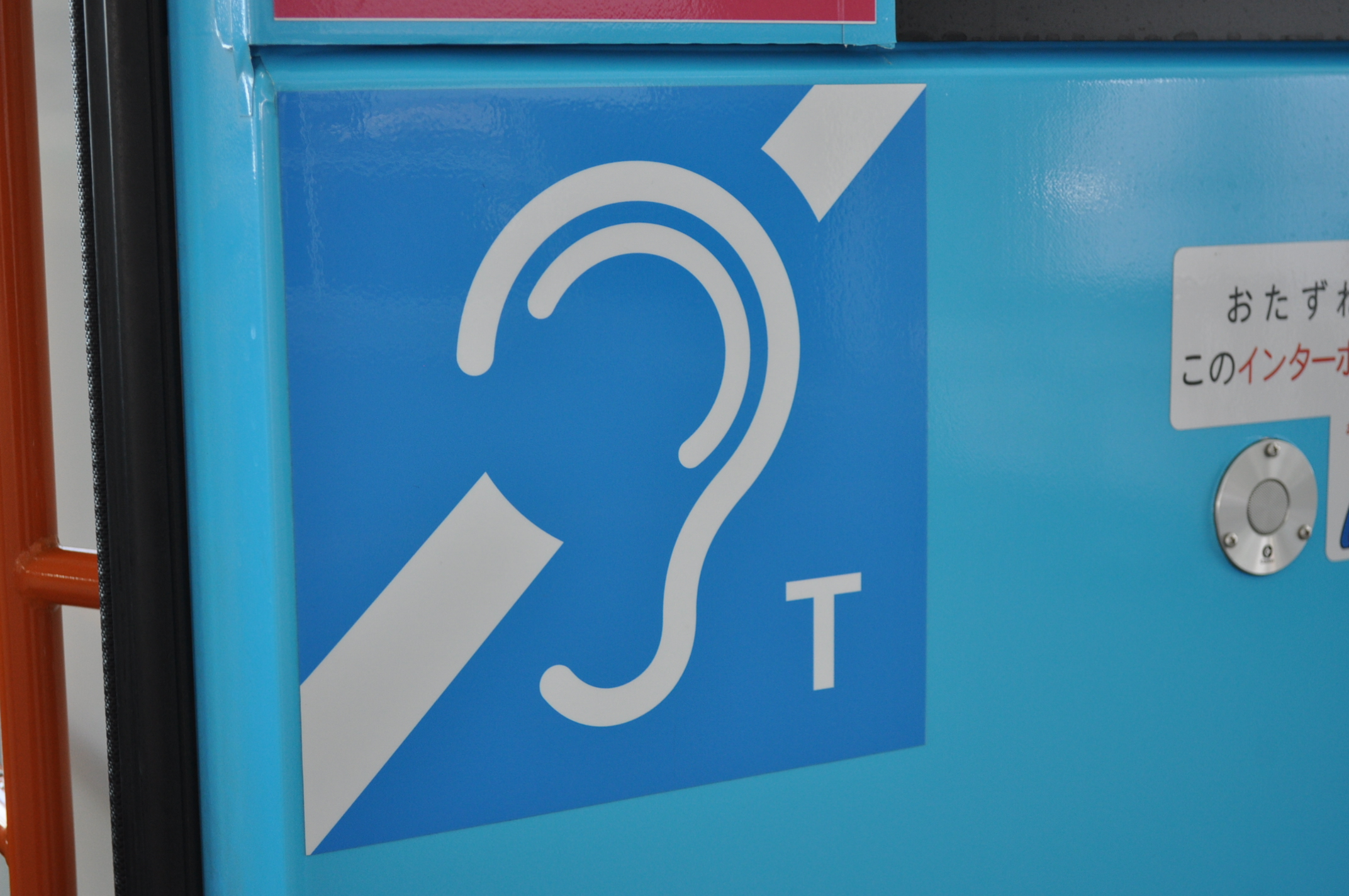
Japan - Een duidelijk zichtbaar bord in een bus geeft aan dat er een ringleiding (audio-inductiesysteem) aanwezig is voor mensen met een gehoorapparaat. Dit systeem zorgt ervoor dat reizigers met gehoorverlies spraak beter kunnen verstaan, bijvoorbeeld bij omroepberichten.
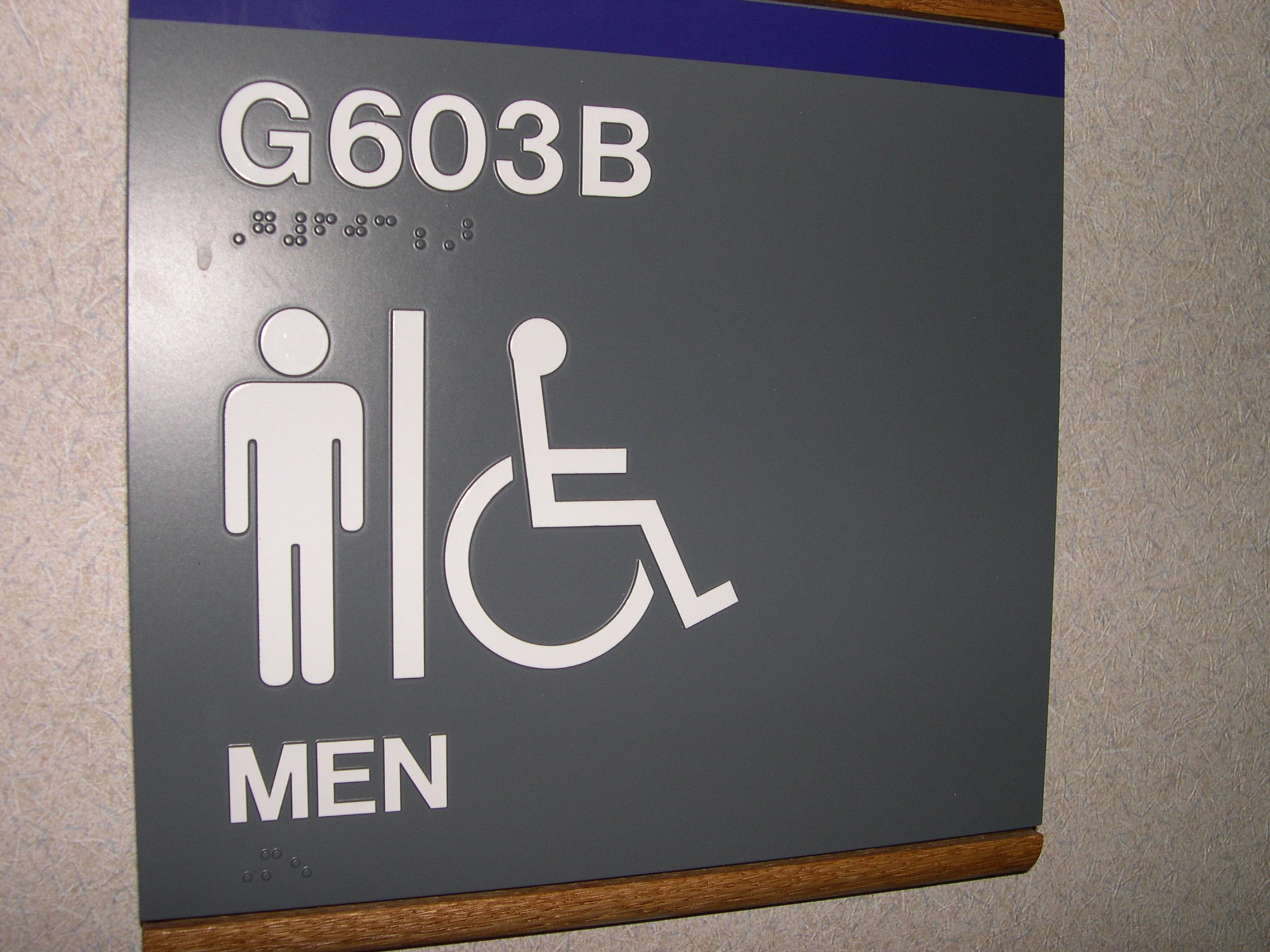
Verenigde Staten — Een bord met verhoogde pictogrammen en brailletekst dat de weg wijst naar een toegankelijk toilet. Het bord is bevestigd op grijphoogte naast een deur in een openbaar gebouw, conform ADA-normen.
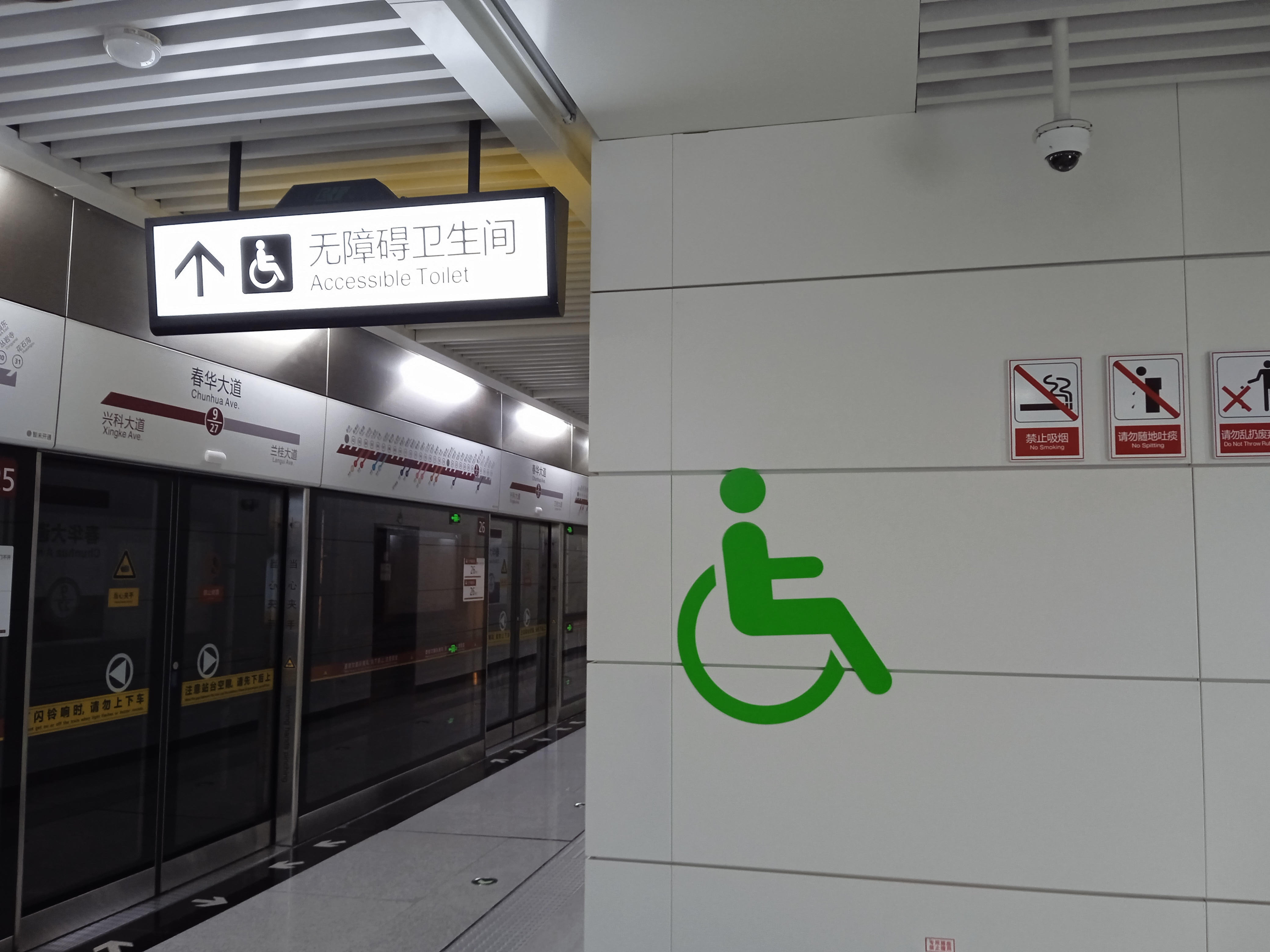
CRT Chunhua Avenue Station, China — Een teken op het metroperron geeft duidelijk de locatie aan van een rolstoeltoegankelijk toilet.